# Гольный Бугор
Гольный Бугор — деревня в Луховицком районе Московской области. Деревня входит в сельское поселение Дединовское, а также относится и к более мелкому административному образованию — Ловецкому сельскому округу.
Находится деревня Гольный Бугор на левом берегу излучины Оки, вблизи с расположенными на этом же берегу сёлами — Любичи (выше по течению), и Ловцы (ниже по течению). Деревня Гольный Бугор также имеет и другое название — Окское.
Деревня небольшая, по данным 2006 года в ней постоянно проживает 28 человек. Ранее численность населения доходила до 150 человек. Деревня не газифицирована . Во время сильных паводков на Оке-реке деревню Гольный Бугор подтопляет , в годы же с обычным уровнем паводка вода только подходит близко к деревне. Для предотвращения подтопления в 2006 году левый берег Оки вблизи деревни был укреплён .

## Расположение
- Расстояние от административного центра поселения — села Дединово
  - 11,5 км на восток от центра села
  - 10 км по дороге от границы села
- Расстояние от административного центра района — города Луховицы
  - 18,5 км на северо-восток от центра города
  - 25 км по дороге от границы города (через Красную Пойму и Дединово)

## Улицы
В деревне имеются (или в своё время имелись) следующие улицы:
- Набережная улица
- Улица Труда

## Природа
Деревня расположена в интересном месте Оки, где река меняет направление русла и фактически разворачивается. Река в этом месте интересна для рыбалки. На мысе, который расположен на правом берегу реки как раз напротив деревни Гольный Бугор, имеется несколько песчаных кос. Эти песчаные косы — излюбленное место обитания жереха и окуня,,. Здесь эту рыбу, а также небольшого судака можно поймать спиннингом (выход судака происходит в 10-11 часов утра).
Привлекательна река для рыбной ловли и выше и ниже деревни Гольный Бугор. Выше деревни интересен участок вплоть до Дединово — в ямах по Оке ловятся щука, судак и сомы. Размеры сомов достигают 1.5 метра и вес до 60-70 кг. Самый крупный сом был пойман во время паводка 10 апреля 2018 г. и его длина достигала 2 м. По обрывистым берегам реки встречается крупный лещ (для ловли используют донки). Вниз по реке от Деревни Гольный Бугор имеются хорошие места для рыбной ловли возле деревни Ловцы и по всему правому берегу Оки вплоть до Белоомутского гидроузла.